# Sponda (luna)
Sponda (grško Σπονδή: Sponde) je Jupitrov naravni satelit (luna). Spada med  nepravilne lune z retrogradnim gibanjem. Je članica Pasifajine skupine Jupitrovih lun, ki krožijo okoli Jupitra v razdalji od 22,8 do 24,1 Gm in imajo naklon tira med 144,5°  in 158,3 °.  
Luno Spondo je leta 2001 odkrila skupina astronomov, ki jo je vodil Scott S. Sheppard z Univerze Havajev.  Prvotno so jo označili kot S/2003 J  5. Znana je tudi kot Jupiter XXXVI. 
Ime je dobila po hori Spondi (hčerka Zevsa in Temide) iz grške mitologije. 
Luna Spondo ima premer okoli 2 km in obkroža Jupiter v povprečni razdalji 23,487.000  km. Obkroži ga v  748 dneh  in 8 urah in 10 minutah po tirnici, ki ima naklon tira okoli 154 ° glede na ekliptiko oziroma 156 °  na ekvator Jupitra. 
Njena gostota je ocenjena na 2,6 g/cm3, kar kaže, da je sestavljena iz kamnin. 
Luna izgleda zelo temna, ima odbojnost 0,04. Njen navidezni sij je 23,0 m.